# Маріупольський автобус

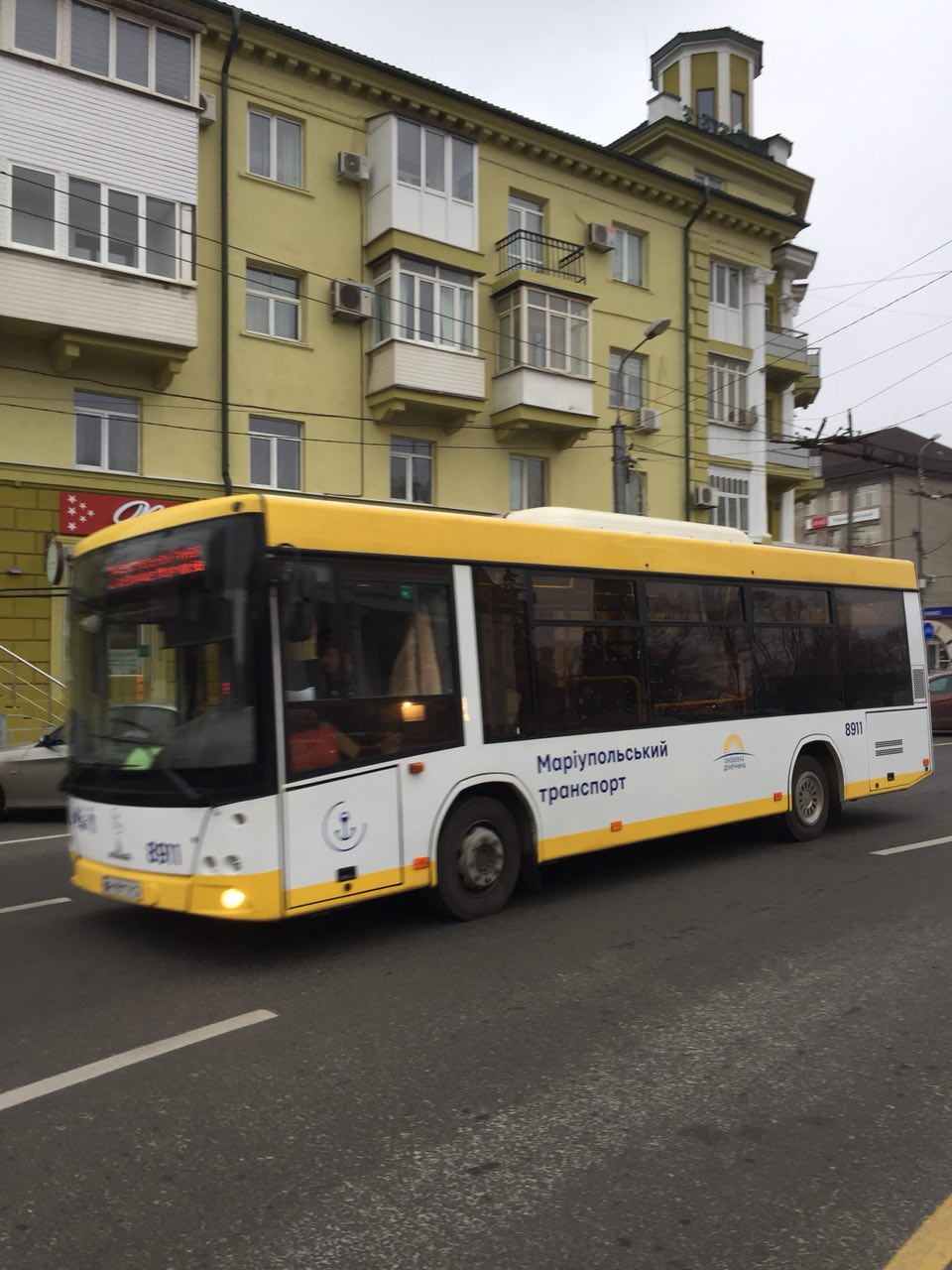
Автобус на вулиці міста

Маріу́польський авто́бус — громадський вид транспорту у Маріуполі.

## Історія
Перша згадка щодо організованого руху автотранспорту датується 1911 роком: 6 березня того року власник портової крамниці В. І. Рибальченко відкрив автомобільний маршрут «Місто — Порт» із зупинками біля каплиці, собору та біля своєї крамниці.
Перші автобуси почали рух у 1925 році: 7 вересня 1925 року Маріупольський окружний відділ місцевої господи встановлює автобусний рух за чотирма маршрутами:
1. Місто (Ринкова площа) — завод імені Ілліча.
2. Місто — порт Маріуполь.
3. Маріуполь — Бердянськ.
4. Місто — відбуваючі поїзди й пароплави.

У 1975 році в місті було 30 маршрутів автобуса.
У 1977 році було 29 маршрутів автобуса, а також 19 приміських маршрутів. Рухомий парк автобусів налічує 407 машин; 448 легкових таксомоторів обслуговувало 72 стоянки таксі.
Нині налічується понад 50 маршрутів автобусів, які працюють у режимі маршрутних таксі.

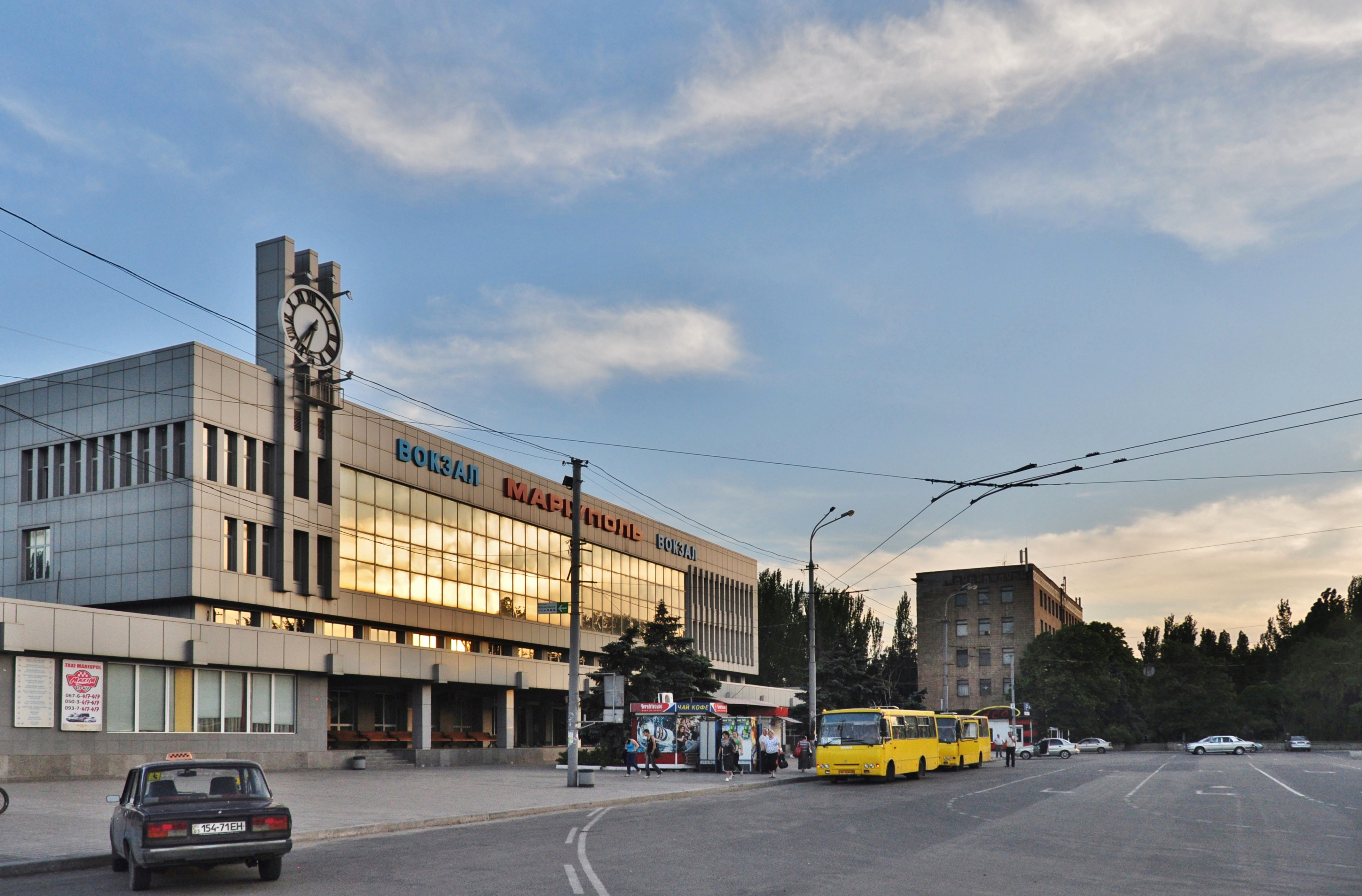
Маршрутне таксі біля залізничного вокзалу станції Маріуполь

З 1 вересня 2007 року скасовано маршрут № 158, а маршрут № 108 продовжено до Черемушок.
10 лютого 2022 року у Маріуполі запущено офіційний додаток для смартфонів, у якому можна побачити рух комунального транспорту в реальному часі.
2 березня 2022 року автобусний рух призупинено через бойові дії з російськими окупантами. В ході боїв інфраструктура міста зазнала значних руйнувань. Російські окупанти знищили весь громадський транспорт — приблизно 90 % не підлягає ремонту. На відновлення потрібні сотні мільйонів інвестицій та до трьох років робіт.

## Автотранспортні підприємства
- ДП ВАТ «Донецький-Автотранс» (колишнє АТП № 11402)
- № 11428
- № 11433
- № 11483 (Приморське АТП)
- № 11484
- № 87501 (Приазовське АТП)
- Азовтрансавто
- АТП «Транспортник»
- АТП «Марвей»
- АТП «Маріуполь-Авто» (колишнє АТП № 11431)[3]
- Автобуси ТТУ

## Вартість проїзду
З грудня 2005 року проїзд встановлений у розмірі 1 грн 25 коп. З 15 грудня 2007 року проїзд подорожчав до 1 грн 50 коп. У автобусах ТТУ — 75 коп.
З 1 травня 2008 року проїзд у маршрутних таксі становить 1 грн 75 коп., а у тролейбусах і трамваях 1 грн.
З 1 червня 2010 року проїзд у більшості маршрутних таксі досяг 2 грн На маршрутах 110, 117, 150 і 35 лишилися 1 грн 50 коп.
З 1 квітня 2011 року проїзд у маршрутних таксі становить 2 грн 25 коп., а в автобусах — 2 грн 50 коп.
З 1 серпня 2011 року вартість проїзду на «довгих» маршрутах становить 2 грн 50 коп., у «коротких» — 2 грн.
З 1 грудня 2013 року вартість проїзду на «довгих» маршрутах становить 3 грн, у «коротких» — 2 грн 50 коп.
З 1 червня 2014 року вартість проїзду на «довгих» маршрутах становить 4 грн, у «коротких» — 3 грн 50 коп.
З 1 квітня 2017 року вартість проїзду на «довгих» маршрутах становить 5 грн.
З 1 серпня 2017 року вартість проїзду на «довгих» маршрутах становить 6 грн.
З 1 серпня 2021 року вартість проїзду у комунальних автобусах становить 10,00 грн.

## Маршрути

### 1977 рік

#### Міські
- 1 вул. Ілліча — Волонтерівський пров.
- 2 Швейна фабрика ім. Дзержинського — Вул. Моцарта
- 3 Гавань ім. Шмідта — Вул. Моцарта
- 4 Жовтневі мікрорайони № 16, 17, 18 — Виробниче об'єднання «Жданівтяжмаш»
- 6 вул. Ілліча — Запорізька вул.
- 7 Стан «3600» — Кільцева вул.
- 8 вул. Морських Десантників — Вул. Левченка
- 9 Швейна фабрика ім. Дзержинського — Вул. Купріна
- 10 вул. Морських Десантників — Вул. Грачова
- 11 вул. Морських Десантників — Вул. Червоної Азовської Флотилії
- 12 Швейна фабрика ім. Дзержинського — Вул. Червоної Азовської Флотилії
- 13 вул. Морських Десантників — Селище Піщане
- 14 вул. Ілліча — Яснополянська вул.
- 15 вул. Ілліча — Проїзд Шопена
- 16 Приміська автостанція — Ленінградський просп.
- 18 вул. Лобачевського — Врожайна вул.
- 19 Приміська автостанція — Виробниче об'єднання «Жданівтяжмаш»
- 20 Швейная фабрика ім. Дзержинського — Селище ім. Осоавіахіму
- 21 вул. Ілліча — Рівний пров.
- 22 Стан «3600» — Ленінградський пров.
- 23 Стан «3600» — Звенигородський пров.
- 24 Заводу «Азовсталь» — Ленінградський просп.
- 25 Стан «3600» — Вул. Левченка
- 26 Жовтневий мікрорайон № 21 — Завод «Азовсталь»
- 27 Стан «3600» — Пивзавод
- 28 вул. Морських Десантників — Селище Південне
- 29 Швейная фабрика ім. Дзержинського — Промвузол
- 30 Стан «3600» — Вул. Лермонтова
- 31 Площа Перемоги — Виноградна вул.

#### Приміські
- 5 Радгосп «Зірка» — Сел. Кам'янськ
- 51 Вулиця Ілліча — Сел. Талаківка
- 52 Вулиця Ілліча — Сел. Приморське
- 53 Вулиця Ілліча — Сел. Приморське
- 54 Вулиця Ілліча — Село Жовтневе
- 55 Вулиця Ілліча — Село Гнутове
- 56 Приміська АС № 2 — смт Першотравневе
- 57 Приміська АС № 2 — Сел. Ялта через село Мелекіне
- 58 Приміська АС № 2 — Сел. Старий Крим
- 59 Приміська АС № 2 — село Мелекіне
- 60 Автостанція № 1 — село Кременівка
- 61 Агенція Аерофлоту — Аеропорт
- 62 Приміська АС № 2 — Виноградники
- 63 Стан «3600» — село Приморське
- 64 Приміська АС № 2 — Село Білосарайська коса через смт Мангуш і село Ялта
- 66 Приміська АС № 2 — Радгосп «Азовський»
- 67 Стан «3600» — село Сопине
- 68 Стан «3600» — Сел. Приморське
- 69 Приміська АС № 2 — Пансіонат «Будівельник-2»
- 77 Приміська АС № 2 — село Урзуф

### 1992 рік

#### Міські
- 1 ДК «Іскра» — Волонтерівський пров. (2 рейси ранком 6:30 та 7:15)
- 2 Пл. Визволення — Авіаційна вул.
- 3 Гавань ім. Шмідта — Вул. Лавицького
- 4 ЖМР № 17-18 — Стан 1700
- 5 Житлмасив Західний — Стан «3600»
- 6 ДК «Іскра» — Вул. 8 Березня
- 7 Пл. Кірова — Вул. Левченка
- 8 Просп. Будівельників — Вул. Левченка
- 8-е Просп. Будівельників — Вул. Левченка
- 9 Пл. Визволення — «Сельхозтехника»
- 10 Просп. Будівельників — Вул. Грачова
- 11 Просп. Будівельників — Вул. Червоної Азовської Флотилії
- 12 Автостанція № 2 — Вул. Червоної Азовської Флотилії
- 13 Просп. Будівельників — Селище Піщане
- 14 ДК «Іскра» — Яснополянська вул.
- 15 ДК «Іскра» — Вул. Курчатова
- 16 Пл. Визволення — Житлмасив Східний
- 17 ЖМР № 17—18 — Стан 1700
- 18 вул. Лобачевського — Врожайна вул.
- 19 Автостанція № 2 — ДК «Іскра»
- 20 вул. 60 років СРСР — Селище ім. Осоавіахіму
- 21 ДК «Іскра» — Вул. Кравченка
- 22 ДК «Іскра» — Житлмасив Східний
- 22-е ДК «Іскра» — Ніжинська вул.
- 23 Стану «3600» — Житлмасив Східний
- 24 Заводу «Азовсталь» — Житлмасив Азовський (вул. Олімпійська)
- 25 Стану «3600» — ДК «Іскра»
- 27 Стану «3600» — Житлмасив Східний
- 28 Просп. Будівельників — Селище Південний
- 29 Пл. Визволення — Таганрозька вул.
- 30 Стану «3600» — Вул. Лермонтова
- 31 Автостанція № 2 — Виноградники
- 32 ДК «Іскра» — Днестровская вул
- 33 Жилтмасив Азовський — Стан 3600
- 34 Просп. Будівельників — ЖМР № 7
- 36 Автостанція № 2 — Пл. Визволення
- 39 Жилмассив Західний — ДК «Іскра»
- 50 Радгосп Зірка — ССМО-4
- 51 ДК «Іскра» — смт Талаківка
- 52 ДК «Іскра» — смт Сартана (Крайня вул.)
- 53 ДК «Іскра» — смт Сартана (Зелена вул.)
- 55 ДК «Іскра» — Село Гнутове
- 58 Автостанція № 2 — смт Старий Крим
- 61 Агентство #повітряний сполучень — Аеропорт
- 65 ДК «Іскра» — смт Старий Крим
- 114 Жилмассив Східний — Пляж ім. Ю. А. Гагарина
- 116 ДК «Іскра» — Сел. Кам'янськ
- 118 Драмтеатр — Вул. Курчатова
- 119 ДК «Іскра» — Житлмасив Азовський
- 120 Жилмассив Східний — Автовокзал
- 126 ЖМР № 23 — Волонтерівський пров.

#### Приміські
- 56 Автостанція № 2 — смт Мангуш (Первомайське)
- 57 Автостанція № 2 — Ялта
- 58 Автостанція № 2 — Нікольське
- 59 Автостанція № 2 — Мелекіне
- 64 Автостанція № 2 — Білосарайська коса
- 66 Автостанція № 2 — Азовське
- 71 Автостанція № 2 — Суженка
- 72 Автостанція № 2 — Малоянисоль
- 73 Автостанція № 2 — Шевченко
- 74 Автостанція № 2 — Кальчинівка
- 76 Автостанція № 2 — Червоне Поле
- 77 Автостанція № 2 — Урзуф
- 78 Автостанція № 2 — Юр'ївка
- 79 Автостанція № 2 — Українка
- 80 Автостанція № 2 — Ялта
- 81 Автостанція № 2 — Дем'янівка (Польове)
- 82 Автостанція № 2 — Приміське
- 86 Автостанція № 2 — Катеринівка
- 88 Автостанція № 2 — Захарівка
- 89 Автостанція № 2 — Темрюк
- 90 Автостанція № 2 — Лугове

### 2018 рік
- 1 — Сел. Волонтерівка — ДК Іскра
- 2 — Центральний ринок — селище Моряків
- 10 — Правий берег — Мікрорайон «Черемушки»
- 12А — АС-2 — Іллічівський ринок
- 15А — 23 мкр — ЦМР Східний
- 16А — 23 мкр — пр. Захисників України
- 17т — ЦМР 23 — СТАН 1700
- 18к — Сел. Річний — Кальміуський ринок
- 20 — АС-2 — Сел. Освоахиму
- 20а — АС-2 — з/г Азовський
- 20т — ОМР-23 — Сел. Освоахиму
  - 23т — Правий берег — Ж/д Вокзал
  - 24т — АС-2 — Вул. Київська
  - 25т — пр. Жукова — СТАН-1700
  - 34т — Сел. Південне — пров. Дніпропетровський
  - 35т — ОМР Східний — Вул. Олімпійська
- 50 — Кальміуський ринок — Сел. Кам'янськ
  - 51т — ДК Іскра — Сел. Талаківка
  - 52т — ДК Іскра — Сел. Сартана
  - 53т — ДК Іскра — Сел. Сартана
  - 55т — ДК Іскра — Сел. Гнутове
  - 58т — ДК Іскра — Сел. Старий Крим
- 68к — СТАН 3600 — Сел. Калинівка
- 68т — СТАН-3600 — Сел. Гнутове
- 101 — ПМР Черемушки — Порт-Сіті
- 104 — ПМР Черемушки — Правий берег
- 105 — ПМР Черемушки — Правий берег (Приморський бульвар)
- 108 — Сел. Південний — Вул. Рівна
- 110 — Порт-Сіті — Ж/д вокзал
- 111 — ЦМР Західний — Сел. Піщане
- 112 — 17—18 мікрорайон — ЖМР Східний
- 114 — Вул. Лавицкого — Сел. Мирний
- 117 — ЦМР Західний — Пл. Визволення
- 118 — КМР Курчатова — ТФД
- 123 — КМР Курчатова — Ж/д вокзал
- 124 — ЦМР Західний — ОМР Східний
- 126 — Порт-Сіті — Іллічівський ринок
- 129 — ЦМР Західний — Іллічівський ринок
- 131 — Центральний ринок — Сел. Моряків
- 132 — АС-2 — ДК Іскра
- 136 — Пл. Визволення — Сел. Кам'янськ
- 145 — 17—18 мікрорайону — Сел. Садки
- 146 — Порт-Сіті — Іллічівський ринок
- 150 — Ж/д вокзал — ЖМР Західний
- 153 — ЛМР Східний — АС-2
- 154а — ПМР Черемушки — 17—18 мікрорайон
- 154 — 17—18 мікрорайон — Сел. Піщаний
- 156 — КМР Курчатова — АС-2
- 157 — ЛМР Східний — ТФД
- 201 — Вул. М. Жукова — 23 мікрорайон
- 211 — Порт-Сіті — Сел. Моряків